# Les hores (pel·lícula)
Les hores (títol original en anglès: The Hours) és una pel·lícula britànico-estatunidenca dirigida per Stephen Daldry estrenada el 2002, adaptació de la novel·la homònima de Michael Cunningham. Es va doblar al català.

## Argument
La pel·lícula conta una jornada crucial de les vides respectives de tres dones de diferents èpoques, els destins de les quals són interconnectats per la novel·la Mrs Dalloway. L'existència de cadascuna d'elles no té de raó de ser més que pel seu afecte a les altres.

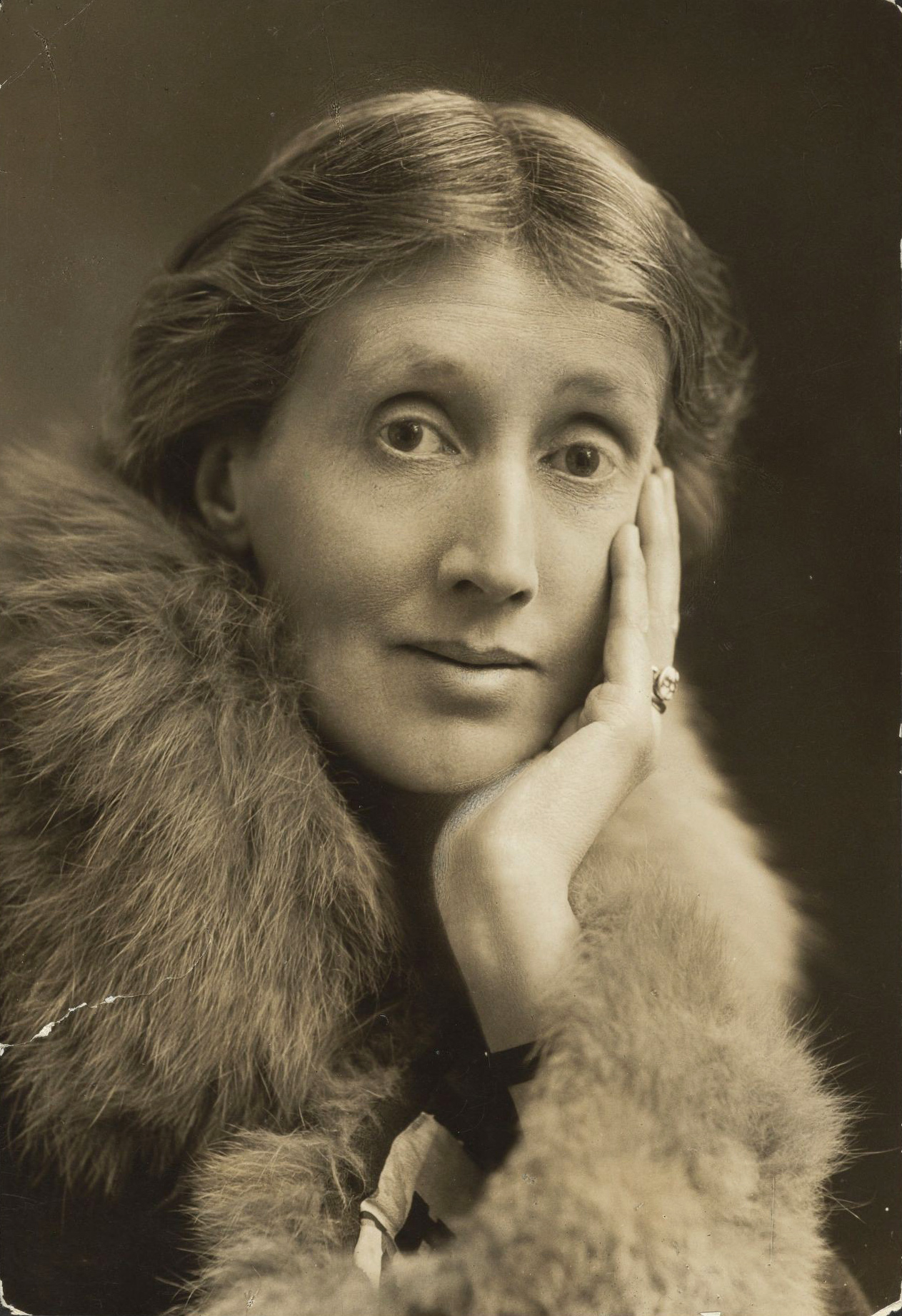
Virginia Woolf.

- La primera, Virginia Woolf, gran novel·lista del començament del segle xx, s'avorreix als afores de Richmond, al Regne Unit, on el seu marit Leonard l'ha portat perquè reposi. Comença una nova obra, Mrs. Dalloway, qui serà el més gran èxit de la seva carrera, tot lluitant contra les depressions que té amb freqüència.
- Laura Brown, mestressa de casa a l'Amèrica dels anys 1950, llegeix Mrs. Dalloway  i desitja canviar de vida, ja que la seva ja no li convé. S'ha d'ocupar del seu fill, Richie, noiet hipersensible que viu fascinat per la seva mare de la qual comprèn les inclinacions mòrbides. Laura s'enfonsa en la malenconia i es troba a la cruïlla de dos destins oposats. Temptada per la mort, escull finalment viure però al preu d'abandonar la seva família.
- Clarissa Vaughan, editora de Nova York al segle xxi, viu la seva homosexualitat i decideix organitzar una recepció en honor del seu millor amic i antic amant, Richard, malalt de la sida. Representa la versió moderna de Clarissa Dalloway, heroïna de la novel·la de Woolf, i s'enfonsa en una existència fútil.

Durant les hores d'una jornada d'aparença trivial però, tanmateix, crucial, els destins d'aquestes tres dones a la recerca de felicitat s'entrecreuaran per tal de teixir un quadre d'una aclaparadora malenconia.

## Repartiment
- Nicole Kidman: Virginia Woolf[3]
- Meryl Streep: Clarissa Vaughan
- Julianne Moore: Laura Brown
- Ed Harris: Richard Brown
- John C. Reilly: Dan Brown
- Claire Danes: Julia Vaughan
- Miranda Richardson: Vanessa Bell, la germana de Virginia Woolf.
- Stephen Dillane: Leonard Woolf
- Allison Janney: Sally
- Jeff Daniels: Louis Waters
- Jack Rovello: Richard Brown de nen
- Christian Coulson: Ralph Patrige
- Toni Collette: Kitty
- Eileen Atkins: Barbara, la florista

## Premis i nominacions

### Premis
- Oscar a la millor actriu per a Nicole Kidman[4]
- Globus d'Or a la millor pel·lícula dramàtica
- Globus d'Or a la millor actriu dramàtica per a Nicole Kidman
- Screen Idol Award per a Meryl Streep
- Os de Plata a la millor actriu per a Meryl Streep, Nicole Kidman i Julianne Moore a la Berlinale 2003

### Nominacions
- César a la millor pel·lícula estrangera
- Globus d'Or a la millor actriu dramàtica per a Meryl Streep,
- BAFTA a la millor actriu per a Meryl Streep

## Al voltant de la pel·lícula
- Per a la pel·lícula i per tal d'assemblar-se a Virginia Woolf, que interpreta, Nicole Kidman porta un nas postís que la fa irrecognoscible. Els plans de prop han estat retocats digitalment, i per això, la pel·lícula no ha pogut obtenir l'Oscar al millor maquillatge, pel qual anava favorita. Nicole Kidman, que era en mig d'un divorci durant el rodatge de la pel·lícula, diu haver-se servit freqüentment del seu nas postís per escapar als paparazzis.
- L'escena d'obertura de la pel·lícula (el suïcidi de Virginia Woolf), Nicole Kidman la va rodar tota ella, sense dobles.

Per interpretar la novel·lista, l'actriu australiana, que és esquerrana, va aprendre a escriure amb la mà dreta i a imitar l'escriptura de Virginia Woolf per a les necessitats de la pel·lícula
- No és la primera vegada que Meryl Streep treballa en una pel·lícula escrita per David Hare: el 1985, Hare, igualment autor d'obra teatral, va adaptar la seva obra Plenty al cinema. Meryl Streep hi tenia el paper principal i la realització va ser confiada a Fred Schepisi.
- The Hours va ser el títol original del llibre Mrs. Dalloway.
- Les escenes de la pel·lícula van ser rodades: en primer lloc, aquelles on surt Meryl Streep i els intèrprets del segment 2001, després, ho van ser les de Julianne Moore i els intèrprets del segment 1951 i, al final, les de Nicole Kidman i els intèrprets del segment 1923. Julianne Moore és l'única de les actrius principals que surt en dos segments de la pel·lícula: el de 1951 i el de 2001.[6]
- Allison Janney ja va treballar amb Meryl Streep a la pel·lícula A risc de perdre't el 1997. L'artista que inicialment havia d'encarnar Barbara, la florista, va insistir a interpretar la companya de Clarissa, encarnada per Meryl Streep, i finalment va fer el paper de Sally.[6]
- Gwyneth Paltrow va estar a punt d'interpretar Laura Brown.[6]
- A Meryl Streep li agrada preparar els seus papers escoltant constantment una obra musical (per a la pel·lícula, va escollir Vier letzte Lieder de Richard Strauss cantada per Jessye Norman). Al realitzador Stephen Daldry li va agradar tant la seva selecció que ho va integrar a la pel·lícula quan Louis, el personatge de Jeff Daniels es troba al pis de Clarissa.[6]